# Wladimir Hakobjan
Wladimir Hakobjan (armenisch Վլադիմիր Հակոբյան; * 7. Dezember 1971 in Baku, Aserbaidschanische SSR) ist ein armenischer Schachgroßmeister. Die FIDE führt ihn als Vladimir Akopian. Er ist nicht zu verwechseln mit seinem Namensvetter und jüngeren armenisch-amerikanischen Großmeister Varuzhan Akobian. Seit Juni 2021 ist Hakobjan für den US-amerikanischen Schachverband gemeldet.

## Name
Hakobjan ist auch bekannt als Wladimir Akopjan (in englischer Transkription Vladimir Akopian) von russisch Владимир Акопян. Dies hat neben der in der Sowjetunion üblichen Russifizierung mit seinem Geburtsort zu tun. Hakobjan wurde in Baku, der Hauptstadt der damaligen Aserbaidschanischen SSR geboren, wo die kyrillische Schrift benutzt wurde, die das h nicht wiedergibt. Außerdem schreibt man den Namen Hakob (die armenische Variante von Jakob) auf Russisch traditionell Akop, und davon abgeleitet Akopjan. Als Vertreter der Sowjetunion bei Schachturnieren wurde er international unter der russifizierten Namensform bekannt.

## Erfolge
Hakobjan wurde 1986 in Rio Gallegos U16- und 1989 in Puerto Rico U18-Weltmeister. 1991 gewann er in Mamaia die Juniorenweltmeisterschaft. Er konnte danach aber nicht bis in die absolute Weltspitze vordringen. Jedoch gewann er 1996 das Open Berliner Sommer. 1996 und 1997 wurde er armenischer Landesmeister. 1999 kam er überraschend bis in das Finale der FIDE-K.-o.-Weltmeisterschaft. Im Wettkampf über sechs Partien, der zwischen dem 21. August und 28. August 1999 in Las Vegas ausgetragen wurde, unterlag er jedoch Alexander Chalifman mit 2,5:3,5.
Bei der FIDE-K.-o.-Weltmeisterschaft 2004 in Tripolis gelangte er bis ins Viertelfinale, wo er gegen Michael Adams ausschied.
Hakobjan gehört zu den wenigen Spielern, die eine positive Bilanz gegen Garri Kasparow aufweisen können: eine Gewinnpartie im Wettkampf Russland gegen den Rest der Welt 2002 und drei Remis.

## Nationalmannschaft
Hakobjan gehört seit 1992 der armenischen Nationalmannschaft an und nahm seitdem an elf Schacholympiaden, acht Mannschaftsweltmeisterschaften und sieben Mannschaftseuropameisterschaften teil. Er gewann die Schacholympiaden 2006, 2008 und 2012, wobei er 2008 gleichzeitig das beste Einzelergebnis am zweiten Brett erreichte, sowie die Mannschaftsweltmeisterschaft 2011 und erreichte bei der Mannschaftsweltmeisterschaft 2001 das beste Einzelergebnis am Spitzenbrett.

## Vereine
Hakobjan gewann die russische Mannschaftsmeisterschaft 2002 mit Ladja Kasan-1000, 2004 mit Tomsk-400 sowie 2006 und 2008 mit Ural Oblast Swerdlowsk. In der chinesischen Mannschaftsmeisterschaft spielte er 2009 bei Shandong Linglong Tyre und 2012 bei Tianjin Nankai University, in der französischen Mannschaftsmeisterschaft in der Saison 2001/02 bei Vandœuvre Echecs und in der Saison 2003/04 bei Clichy Echecs, in der spanischen Mannschaftsmeisterschaft 2007 und 2008 für CA Linex-Magic Mérida, mit denen er 2007 Meister wurde. Am European Club Cup nahm er zwischen 1995 und 2010 zehnmal teil. In der Mannschaftswertung gewann er 1995 mit Jerewan, erreichte 2009 mit MIKA Jerewan den zweiten Platz und mit Ural Oblast Swerdlowsk 2007 den zweiten und 2006 den dritten Platz. In der Einzelwertung erreichte er 2003 am Spitzenbrett des SK Alkaloid Skopje das beste und 2008 am vierten Brett von CA Magic Mérida das zweitbeste Ergebnis.

## Schachkomponist
Hakobjan schuf seit seiner Jugend Schachkompositionen. 2003 veröffentlichte er eine Auswahl seiner Werke: My 111 Problems and Studies (herausgegeben von Chess in Armenia).